# Paysandú megye
Paysandú  egy megye Uruguayban. A fővárosa Paysandú .

## Földrajz
Az ország nyugati részén található. Megyeszékhely: Paysandú 